# Aloe trothae
Aloe trothae är en grästrädsväxtart som beskrevs av Alwin Berger. Aloe trothae ingår i släktet Aloe och familjen grästrädsväxter. Inga underarter finns listade i Catalogue of Life.